# Municipio La Trinidad (Yaracuy)
La Trinidad es uno de los 14 municipios que forman parte del Estado Yaracuy, al norte del país sudamericano de Venezuela.

## Historia
El municipio La Trinidad pertenecía al Municipio Autónomo Sucre, conformado por los distritos Guama, San Pablo, San Eusebio (La Trinidad), Libertad y Aroa. A partir de la acción de un grupo de personas, en su mayoría miembros de las juntas de vecinos, se emprendió una lucha que logró la autonomía de Boraure, bajo el título de Municipio Autónomo La Trinidad.
No fue sino hasta el 3 de noviembre de 1993 cuando, en la Asamblea Legislativa del Estado Yaracuy, mediante la Ley de División Político-Territorial del Estado Yaracuy, se decretó su separación del Municipio Sucre y de la parroquia Páez. Esta decisión fue publicada en la Gaceta Oficial N.º 1892 del día 5 de noviembre de 1993.
A partir de entonces, pasa a ser el Municipio La Trinidad, con Boraure como capital y su mayor centro poblado.

## Economía
La economía del municipio se basa en la agricultura, destacando su producción la caña de azúcar y el maíz,  recientemente ha surgido otra actividad importante como la extracción de arena para el sector de la construcción.

### Deporte
El deporte por excelencia en el municipio son los toros coleados, los cuales atraen a numerosos visitantes del resto del estado, así como también de estados vecinos que vienen a competir en tan fogoso deporte.
Actualmente, existen otras disciplinas que poco a poco han comenzado a representar al municipio a nivel estadal y nacional. Tal es el caso del Tae-Kwon-Do, arte marcial que ha aportado varias medallas para orgullo y gloria del municipio.

## Geografía

### Sectores
El Municipio la Trinidad Está constituido por sectores los cuales son: Boraure, Buena Vista, Palito Blanco, Obonte, Durute, Las Paulas, y Obontico.

## Política y gobierno

### Alcaldes
| Período     | Alcalde         | Partido político / Alianza | % de votos | Notas |
| ----------- | --------------- | -------------------------- | ---------- | --- |
| 1995 - 2000 | César Pérez     | CONVERGENCIA               | -          | Primer alcalde bajo elecciones directas (se realizaron elecciones generales adelantadas en el 2000 debido a la aprobación de la Constitución de 1999) |
| 2000 - 2004 | César Pérez     | CONVERGENCIA               | 49,84      | Reelecto |
| 2004 - 2008 | César Pérez     | CONVERGENCIA               | 53,98      | Reelecto |
| 2008 - 2013 | Yosmary Guevara | PSUV                       | 46,62      | Segundo alcalde bajo elecciones directas (se postergan 1 año las elecciones municipales pautadas para finales del 2012)                               |
| 2013 - 2017 | Yosmary Guevara | PSUV                       | 44,92      | Reelecto |
| 2017 - 2021 | Yosmary Guevara | PSUV                       | 72,88      | Reelecto |
| 2021 - 2025 | Pedro Rivas     | PSUV                       | 46,46      | Tercer alcalde bajo elecciones directas |

### Llamala
Período 1995 - 2000
| Concejales:       | Partido político / Alianza |
| ----------------- | -------------------------- |
| Mirna Mijares     | CONVERGENCIA               |
| José Tovar        | CONVERGENCIA               |
| Albert Colmenarez | AD                         |
| Josefa Martínez   | AD                         |
| Guilian Orozco    | COPEI                      |

Período 2013 - 2018:
| Concejales      | Partido político / Alianza |
| --------------- | -------------------------- |
| Jose Tovar      | PSUV                       |
| Jesús Rojas     | PSUV                       |
| Xiomara Orozco  | PSUV                       |
| Jorge Montoya   | PSUV                       |
| Jesús Cordido   | PSUV                       |
| Nestor Castillo | PSUV                       |
| Ángel Pérez     | MUD                        |

Período 2018 - 2021
| Concejales        | Partido político / Alianza |
| ----------------- | -------------------------- |
| Carmen Duran      | PSUV                       |
| Nailet Díaz       | PSUV                       |
| Larry Rangel      | PSUV                       |
| Mirna Silva       | PSUV                       |
| José Almelon      | PSUV                       |
| Xiomara Orozco    | PSUV                       |
| Armando Rodriguez | PSUV                       |

Período 2021 - 2025
| Concejales     | Partido político / Alianza |
| -------------- | -------------------------- |
| Pedro Ortiz    | PSUV                       |
| Maria Chávez   | PSUV                       |
| Carmen Durán   | PSUV                       |
| Ronald Ortega  | PSUV                       |
| Pedro Castillo | PSUV                       |
| Sixta Graterol | PSUV                       |
| Juan Mota      | PV                         |